# Вернер Віллікенс
Вернер Віллікенс (нім. Werner Willikens; 8 лютого 1893, Гослар — 21 жовтня 1961, Вольфенбюттель) — німецький державний діяч, статс-секретар Імперського міністерства продовольства і сільського господарства, доктор права, группенфюрер СС (30 січня 1938).

## Біографія
Закінчив гімназію в Госларі. 27 лютого 1912 року вступив в 24-й полк польової артилерії. Учасник Першої світової війни, командував артилерійською батареєю. Після війни закінчив сільськогосподарську школу в Галле. У 1924 році одружився і став власником великого селянського двору в Госларі.
У 1925 році вступив в НСДАП (квиток №3 355), керівник місцевої групи і районний керівник нацистської партії в Госларі. З травня 1928 року депутат рейхстагу від Ганновера-Брауншвейга. З грудня 1931 по червень 1933 року був президентом Імперського земельного союзу. У травні 1933 року вступив в СС (квиток № 56 180). З липня 1933 року — статс-секретар у прусському Міністерстві сільського господарства, прусський державний радник.
Після призначення Ріхарда Дарре 13 вересня 1933 року імперським керівником селян був його заступником. З 20 грудня 1933 року — в штабі Управління СС з питань рас і поселень, а з 10 квітня 1935 року — начальник Управління з питань поселення.
З 1935 року — статс-секретар Імперського міністерства продовольства і сільського господарства. 12 січня 1940 року в інформаційному листку по аграрній політиці опублікував план з переселення селян з Бадена і Вюртемберга в рейхсгау Вартеланд. 30 січня 1942 року зарахований в Штаб рейхсфюрера СС.
Після війни був заарештований і піддавався судовому переслідуванню. Займався сільським господарством.

## Нагороди
- Залізний хрест 2-го і 1-го класу
- Нагрудний знак «За поранення» в сріблі
- Золотий партійний знак НСДАП
- Почесний кут старих бійців
- Почесний хрест ветерана війни з мечами (1934)
- Кільце «Мертва голова»
- Почесна шпага рейхсфюрера СС
- Застібка до Залізного хреста 2-го і 1-го класу
- Хрест Воєнних заслуг 2-го і 1-го класу
- Медаль «За вислугу років у НСДАП» в бронзі, сріблі і золоті
- Медаль «За вислугу років у СС» 4-го, 3-го і 2-го класу (12 років)